# Grup de Galois

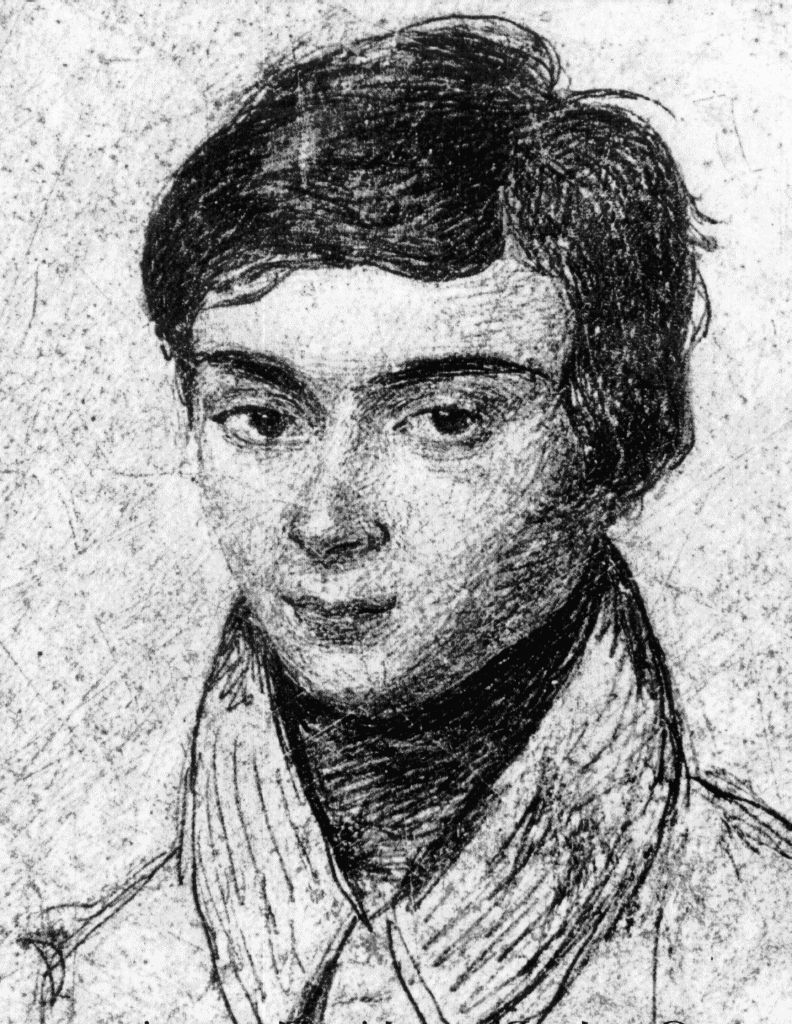
Évariste Galois 1811-1832

En matemàtiques, i més específicament en àlgebra en el marc de la teoria de Galois, el grup de Galois d'una extensió de cos L sobre un cos K és el grup dels automorfismes de cos de L que deixen fix K. El grup de Galois sovint es nota Gal(L/K).
Si l'extensió té propietats adequades, és a dir si és separable i normal, es parla llavors d'extensió de Galois i es compleixen les hipòtesis del teorema fonamental de la teoria de Galois. Llavors existeix una bijecció entre els subcossos de L i els subgrups del grup de Galois Gal(L/K).
La correspondència permet una comprensió profunda de l'estructura de l'extensió. Un exemple important és el teorema d'Abel-Ruffini, que dona una condició necessària i suficient de resolució per radicals d'una equació polinòmica.

## Història

### Inici

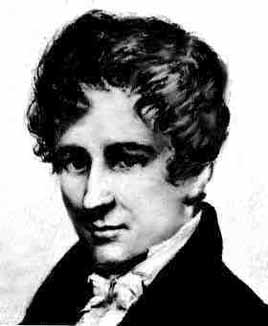
Niels Abel 1802-1829

Si bé la història de la teoria de les equacions algebraiques es remunta a la nit dels temps, en canvi la introducció del concepte de grup data del segle xviii. Joseph-Louis Lagrange (1736 1813) posa en evidència la relació entre les propietats de les permutacions de les arrels i la possibilitat de resolució d'una equació cúbica o quàrtica. Paolo Ruffini (1765 1822) és el primer a comprendre que l'equació general (en particular l'equació de cinquè grau) no admet solució per radicals. La seva demostració resta incompleta. Les demostracions de Niels Henrik Abel (1802 1829) a dos articles escrits en 1824 i 1826 passen, després d'anys d'incomprensió, a la posteritat. Tanmateix la noció de grup abstracte no apareix encara i el teorema continua sent incomplet.

### Evariste Galois
Evariste Galois (1811 1832) resol definitivament la problemàtica proposant una condició necessària i suficient exacta per a la resolubilitat de l'equació per radicals. El seu enfocament experimenta la mateixa incomprensió que els seus predecessors. Els seus primers escrits, presentats a l'Acadèmia Francesa de les Ciències des de 1829, estan definitivament perduts. Un article de l'autor escrit el 1831 és descobert per Joseph Liouville (1809 1882) que el presenta a la comunitat científica el 1843 en aquests termes: "... espero interessar l'Acadèmia anunciant que en els papers d'Évariste Galois he trobat una solució tan exacta com profunda d'aquest bonic problema: Donada una equació irreductible decidir si és o no resoluble per radicals. ".
L'aportació de Galois és fonamental, G. Verriest la descriu en els següents termes: «El tret de geni de Galois és d'haver descobert que el nus del problema resideix no en la investigació directa de les grandàries a adjuntar, sinó en l'estudi de la naturalesa del grup de l'equació. Aquest grup (...) expressa el grau d'indiscernibilitat de les arrels (...). Ja no és doncs el grau d'una equació el que mesura la dificultat de resoldre-la sinó la naturalesa del seu grup. »
Galois modifica profundament l'eix d'anàlisi respecte als seus predecessors. Per primera vegada en la història de les matemàtiques, posa en evidència una estructura abstracta, que ell anomena grup de l'equació. És un estudi sobre la teoria dels grups abstractes, cosa que li permet demostrar que existeixen casos no resolubles. Posa així en evidència que el grup alternat d'ordre cinc no té les propietats necessàries per ser resoluble. Escriu així "El nombre més petit de permutacions que pot tenir un grup indescomponible quan aquest nombre no és primer és 5.4.3."
Aquest pas, consistent en definir i analitzar estructures abstractes en comptes de les equacions, és dels més fecunds. Prefigura el que ha esdevingut l'àlgebra. Per aquesta raó, sovint es considera que Galois és un pare de l'àlgebra moderna.

### L'evolució de la teoria
Hi va haver dos matemàtics que varen compredre immediatament l'abast del treball de Galois, Liouville i Augustin Louis Cauchy (1789 1855) que publica des de 1845 un article demostrant el teorema sobre els grups finits que porta el seu nom. Després Arthur Cayley (1821 1895) dona una primera definició abstracta de l'estructura de grup, independent de la noció de permutació. Camille Jordan (1838 1922) difon àmpliament les idees de Galois. El seu llibre fa accessible la teoria a un públic molt més vast el 1870.
A poc a poc la teoria es modifica profundament per matemàtics com Richard Dedekind (1831 1916) que va ser el primer a parlar de teoria de Galois, Otto Hölder (1859 1937) que va demostrar el seu teorema el 1889 cèlebre a partir d'aquí o Emil Artin (1898 1962) que dona la definició moderna d'un grup de Galois. El grup de Galois és ara un grup d'automorfismes i no un subgrup de permutacions.

## Motivació

### Motivació inicial
Inicialment, el grup de Galois va aparèixer com una eina per comprendre les equacions algebraiques. L'enfocament ingenu que consisteix a efectuar canvis de variables o transformacions sobre un polinomi no sempre permet trobar algebraicament les arrels.
Per comprendre en quin cas funciona aquest camí, un mètode adequat consisteix a estudiar les permutacions de les arrels que deixen fixes totes les expressions algebraiques d'aquestes arrels. Tal estructura forma un grup, isomorf al grup de Galois.
Llavors la teoria de Galois permet determinar exactament en quin cas és possible expressar les arrels en funció d'expressions algebraiques dels coeficients de l'equació i de radicals. Un radical és un nombre tal que una potència del qual és un nombre del cos (matemàtiques) inicial. L'estructura del grup de Galois permet aquesta determinació exacta.
Aquest pas, consistent en estudiar no només les transformacions, sinó la mateixa estructura de l'extensió més petita que contingui totes les arrels, anomenada cos de descomposició, resulta molt potent. És la base de l'àlgebra moderna. Aquest enfocament consisteix a estudiar de manera general l'estructura d'un conjunt particular, en aquest cas el cos de descomposició. Aquest conjunt resulta que disposa d'una doble estructura, a la vegada de cos i també d'espai vectorial sobre el cos dels coeficients. El grup de Galois és l'estructura algebraica més senzilla que permeti una comprensió profunda.

### Les extensions finites
Aquest enfocament general resulta ser fecund per a l'anàlisi de tota extensió finita sobre qualsevol cos de base. Aquesta anàlisi es mostra més senzilla si l'extensió té propietats adequades. Hi ha dues hipòtesis útils, l'extensió ha de ser separable i normal. Quan es compleixen aquestes dues propietats es parla d'extensió de Galois. No obstant cal generalitzar els conceptes. Llavors un grup esdevé una estructura abstracta allunyada de la noció de permutació. El grup de Galois ja no es defineix amb l'ajuda de les arrels d'un polinomi, ja que l'extensió ara es defineix de manera general i tampoc a partir d'una equació polinòmica. El grup de Galois apareix llavors com el grup dels automorfismes de l'extensió que deixa fix el cos de base.
El teorema fonamental de la teoria de Galois estableix en el cas d'una extensió de Galois una correspondència entre els subcossos de l'extensió i els elements del grup. Aquesta correspondència permet entendre detalladament l'extensió.

### El cas general
El caràcter finit de l'extensió no és necessari per a la definició del grup de Galois. En el cas general, el grup de Galois continua sent una eina fonamental. Tanmateix, la teoria esdevé prou complexa perquè es descompongui.
El cas en què el grup de Galois és commutatiu és perfectament conegut. La teoria dels cossos de classes correspon a la classificació de les extensions abelianes. Aquesta teoria es considera un dels grans èxits de les matemàtiques del segle xx.
El cas no commutatiu encara és en gran manera una qüestió oberta en matemàtiques. El grup de Galois continua sent una eina fonamental, com ho mostren per exemple els treballs de Laurent Lafforgue sobre el programa de Langlands, que li van valer la medalla Fields el 2002.

## Definició
Siguin K un cos, L una extensió algebraica, P(X) un polinomi amb coeficients a K, F un subcos de L i Ω la clausura algebraica de K. Aquestes notacions es fan servir en tot el que resta d'article, a més L s'identifica amb un subcos de Ω.
- S'anomena grup de Galois de l'extensió L sobre K, el grup dels automorfismes de L que deixen fix K. El grup de Galois sovint es nota Gal (L/K).
- S'anomena grup de Galois del polinomi P[X] el grup de Galois del cos de descomposició de P[X] sobre K. Llavors el grup de Galois sovint es nota GK(P[X]).

## Exemples

### Cas d'un polinomi de grau dos
S'estudia un primer exemple, prou senzill perquè l'enfocament històric es pugui fer servir en aquest cas. Sigui P[X] el polinomi amb coeficients racional definit de la següent manera:
Si es nota x1 i x₂ les dues arrels de P[X], llavors:
Llavors es considera el conjunt E dels polinomis Q[X,Y] de dues variables tal que (x1,x₂) en sigui arrel. Els següents tres exemples de polinomis verifiquen aquesta propietat:
S'observa llavors que (x₂,x1) també és una arrel d'un polinomi d'aquesta naturalesa. Això demostra que les dues permutacions de les arrels, que en la parella (x1,x₂) s'associen, una a (x1,x2), i l'altre a (x2,x1), deixen E estable.
El grup de les dues permutacions és isomorf al grup de Galois. En un principi és així com es definia. Aquí és isomorf a Z/2Z. A l'article Teorema d'Abel-Ruffini es donaran altres exemples.

## Aplicacions
Si bé històricament els grups de Galois varen aparèixer a través de la teoria de les equacions polinòmiques, la potència d'aquest concepte va superar ràpidament aquest marc.

### Equacions algebraiques
Una equació algebraica és una equació que s'escriu amb les quatre operacions +, -. i /. És possible afegir-hi els radicals, és a dir les expressions que corresponen a l'arrel n-èsima d'un nombre. Tota equació d'aquesta naturalesa es pot transformar en una equació polinòmica. Si bé, en els casos més freqüents, és a dir el dels nombres reals o complexos, la problemàtica de l'existència i del nombre de solucions està resolta, en canvi el de la resolució explicita va romandre durant molt de temps una qüestió oberta. Certs mètodes analítics, com el de Newton basant-se en una successió convergent, o el d'Abel per funcions el·líptiques aporten solucions a aquesta qüestió. No obstant això manca trobar un mètode purament algebraic per a la qüestió.
En els casos de polinomis de grau inferior a cinc, aquesta qüestió es resol per canvis de variables ben escollits. En el cas general aquest enfocament no és satisfactori. En efecte, no existeix solució en el cas general. El grup de Galois permet subministrar a una condició necessària i suficient, així com un mètode explícit de resolució. Aquesta qüestió la tracta el teorema d'Abel-Ruffini.

### Teoria de cossos
L'estudi d'una equació polinòmica pel seu grup de Galois posa en evidència l'estructura del cos K associat a l'equació. Per tant, l'estudi dels cossos està totalment relacionat amb la dels grups de Galois.
Sovint en matemàtiques, una eina potent d'anàlisi de l'estructura de K consisteix en l'estudi del conjunt dels subcossos. N'existeix sempre un, l'engendrat per la unitat de la multiplicació. En el cas o K no és de característica nul·la, llavors el cos es pot considerar una extensió dels nombres racionals. En cas contrari, la característica és igual a p, un nombre primer, i K es pot considerar una extensió de Z/pZ. És la raó per la qual en teoria de Galois, es tracta poc de subcos, sinó essencialment d'extensions. Un subcos es considera com una extensió del cos engendrada per la unitat i que està inclosa en el cos K.
El teorema fonamental de la teoria de Galois indica que existeix una bijecció entre el grup de Galois i les extensions. És la raó per a la qual els grups de Galois són una eina essencial en la teoria dels cossos.

### Teoria algebraica de nombres
En teoria de nombres, existeix una classificació: nombres enters, racionals, construïbles, algebraics i transcendents. Un nombre s'anomena algebraic si és solució d'una equació algebraica. En conseqüència, és natural que en aquest context el grup de Galois sigui una eina essencial.
Un exemple ve donat pels nombres construïbles. En termes de teoria de Galois, aquests nombres apareixen com a element d'una torre d'extensió quadràtica. El grup de Galois associat a aquesta extensió és abelià, la qual cosa permet demostrar el teorema de Gauss-Wantzel i trobar tots els polígons regulars construïbles. Aquest enfocament també permet demostrar antigues conjectures com la impossibilitat en el cas general de realitzar la trisecció de l'angle o la duplicació del cub.
D'altra banda, en el marc d'una extensió de Galois, la ramificació admet en un cert sentit una interpretació galoisiana: els grups de ramificacions, dels quals el grup de descomposició i el grup d'inèrcia, són subgrups del grup de Galois, que corresponen via la correspondència de Galois a subextensions que tenen propietats de descomposició màxima, o de ramificació mínima.
Una qüestió important és la de l'estudi del grup de Galois absolut d'un cos, en particular del cos dels racionals, és a dir del grup de Galois de la seva clausura separable.

### Geometria algebraica
Finalment, en geometria, una classe important de varietats està constituïda per les varietats algebraiques. Són les varietats definides com una intersecció d'un nombre finit de polinomis de diverses variables. L'anàlisi dels cossos associats a aquests polinomis i, per tant, dels grups de Galois és una via essencial per a la comprensió d'aquestes geometries.
Llavors la correspondència de Galois que a cada extensió associa un element del grup de Galois, esdevé una correspondència entre els elements del grup i de les classes de revestiments d'una varietat algebraica.